# Araldo di Crollalanza
Araldo di Crollalanza (né le 19 mai 1892 à Bari et mort le 18 janvier 1986 à Rome) est un journaliste et homme politique italien.
Il était ministre des Travaux publics de 1930 à 1935 et sénateur de 1953 jusqu'à sa mort.